# دغيلة الحمضيات
دَغِيلَة الحَمضِيَّات هو أحد مسببات الأمراض النباتية التي تصيب الحمضيات.